# USS Swasey (DD-273)
USS Swasey (DD-273) là một tàu khu trục lớp Clemson được Hải quân Hoa Kỳ chế tạo vào cuối Chiến tranh Thế giới thứ nhất. Nó là chiếc tàu chiến đầu tiên của Hải quân Hoa Kỳ được đặt theo tên Đại úy Hải quân Charles Swasey (1839-1862), người tử trận trong cuộc Nội chiến Hoa Kỳ. Trong Chiến tranh Thế giới thứ hai, Swasey được chuyển giao cho Anh Quốc như là chiếc HMS Rockingham (G58) vào năm 1940, và đã tiếp tục phục vụ trong chiến tranh cho đến khi bị đắm do trúng mìn năm 1944

## Thiết kế và chế tạo
Swasey được đặt lườn vào ngày 27 tháng 8 năm 1918 tại xưởng tàu Squantum Victory Yard của hãng Bethlehem Shipbuilding Corporation ở Squantum, Massachusetts. Nó được hạ thủy vào ngày 7 tháng 5, được đỡ đầu bởi cô Mary L. Swasey; và được đưa ra hoạt động vào ngày 8 tháng 8 năm 1919.

## Lịch sử hoạt động

### USSSwasey
Sau khi hoàn tất việc trang bị, Swasey được phân về Hạm đội Thái Bình Dương, và nó khởi hành đi sang vùng bờ Tây, đi đến Trân Châu Cảng vào mùa Thu năm 1919. Nó phục vụ tại đây cho đến mùa Hè năm 1922, khi nó quay trở về San Diego, California. Nó được cho xuất biên chế tại San Diego vào ngày 10 tháng 6 năm 1922, và nằm trong thành phần Hạm đội Dự bị trong 17 năm tiếp theo.
Swasey được cho nhập biên chế trở lại vào ngày 18 tháng 12 năm 1939, và sau khi được đại tu và chạy thử máy, nó được chuyển cho Anh Quốc vào ngày 26 tháng 11 năm 1940 theo Thỏa thuận đổi tàu khu trục lấy căn cứ. Tên nó được cho rút khỏi danh sách Đăng bạ Hải quân Hoa Kỳ vào ngày 8 tháng 1 năm 1941.

### HMSRockingham
Nhập biên chế cùng Hải quân Hoàng gia Anh như là chiếc HMS Rockingham (G58), nó được cải biến để tối ưu cho nhiệm vụ hộ tống vận tải thương mại bằng cách tháo dỡ ba khẩu pháo 4 in (100 mm)/50 caliber ban đầu cùng một dàn ống phóng ngư lôi ba nòng để giảm bớt trọng lượng bên trên, lấy chỗ để chứa thêm mìn sâu đồng thời trang bị một dàn súng cối chống tàu ngầm Hedgehog. Rockingham được phân về Đội hộ tống B-1 trực thuộc Lực lượng Hộ tống giữa đại dương để hộ tống các đoàn tàu ON-96, SC-105, SC-119, ON-171, HX-230 và HX-236 trong mùa Đông năm 1942-1943.
Rockingham bị đắm vào ngày 27 tháng 9 năm 1944 ở tọa độ 56°29′B 0°57′T / 56,483°B 0,95°T, đang khi được kéo đi sau trúng phải một quả mìn.